# New Lebanon (Ohio)
New Lebanon es una villa ubicada en el condado de Montgomery en el estado estadounidense de Ohio. En el Censo de 2010 tenía una población de 3995 habitantes y una densidad poblacional de 754,27 personas por km².

## Geografía
New Lebanon se encuentra ubicada en las coordenadas 39°44′39″N 84°23′39″O / 39.74417, -84.39417. Según la Oficina del Censo de los Estados Unidos, New Lebanon tiene una superficie total de 5.3 km², de la cual 5.3 km² corresponden a tierra firme y (0%) 0 km² es agua.

## Demografía
Según el censo de 2010, había 3995 personas residiendo en New Lebanon. La densidad de población era de 754,27 hab./km². De los 3995 habitantes, New Lebanon estaba compuesto por el 96.25% blancos, el 1.15% eran afroamericanos, el 0.13% eran amerindios, el 0.43% eran asiáticos, el 0% eran isleños del Pacífico, el 0.05% eran de otras razas y el 2% pertenecían a dos o más razas. Del total de la población el 0.65% eran hispanos o latinos de cualquier raza.